# 杉本美樹 (お笑い芸人)
杉本 美樹（すぎもと みき、1963年1月21日 - ）は、日本の喜劇役者、芸人であり、漫才コンビ濱根・杉本のメンバーである。本名同じ。血液型はO型。愛称は「浪速のミキティ」。独身。大阪府茨木市出身。吉本興業大阪本社所属。吉本総合芸能学院（NSC）1期生。

## 来歴・人物
1982年4月、吉本興業が設立した新人タレント養成所「吉本総合芸能学院」（NSC）1期生として入学。
1982年7月、NSC同期生と「富山・杉本」を結成。1982年度の「今宮子供えびすマンザイ新人コンクール」決勝大会まで残るが解散。
1982年8月、漫才コンビ「ハイティーンラブ」を結成。フジテレビ「笑ってる場合ですよ!」の「お笑い君こそスターだ!」に出演。（当時ひとし・まさし（後のダウンタウン）の5回勝ち抜きに次ぐ3回勝ち抜き）。
1983年、ミキ・ミチ・ユカリのトリオ漫才「ウーマンガトリオ」を結成。なんば花月・うめだ花月・京都花月に同期のダウンタウンと共に出演する。 
トリオ解散後、ピン芸人として吉本新喜劇へ入団。MBS「よしもと新喜劇」、ABC「さんまの駐在さん」等のレギュラー番組に出演。「吉本新喜劇やめよッカナ?キャンペーン」にて退団し、同期の「濱根隆」と、漫才コンビ「濱根・杉本」を結成し現在に至る。
新喜劇に在籍中に新喜劇の若手で結成した演劇ユニット「ウディガベビースターズ」に於いて座長として活躍。メンバーには現在、俳優として活躍する木下ほうかやシベリア文太、好田タクトが在籍していた。
R-1ぐらんぷり2008の2回戦、大阪会場2日目のMCを浜根隆と務めた。